# IC 2132
IC 2132 је спирална галаксија у сазвјежђу Зец која се налази на листи објеката дубоког неба у Индекс каталогу.
Деклинација објекта је - 13° 55' 36" а ректасцензија 5h 32m 28,6s. Привидна величина (магнитуда) објекта IC 2132 износи 13,6 а фотографска магнитуда 14,5. IC 2132 је још познат и под ознакама MCG -2-15-2, IRAS 05301-1357, PGC 17415.